# Víctor de Carvalho
Víctor de Carvalho, né le 20 février 1969 à Luanda, en Angola, est un joueur angolais de basket-ball, évoluant au poste d'ailier.

## Palmarès
- Champion d'Afrique 1999, 2001, 2003, 2007